# Кривець (річка)
Кривець — річка в Україні, у Сторожинецькому районі Чернівецької області, ліва притока Малого Серету (басейн Дунаю).

## Опис
Довжина річки приблизно 5 км. Формується з багатьох безіменних струмків і 1 водойми.

## Розташування
Бере початок у селі Давидівка. Тече переважно на південний схід і у селі Банилів-Підгірний впадає у річку Малий Серет, праву притоку Серету.